# Fanendo Adi
Fanendo Adi (* 10. Oktober 1990 in Lagos) ist ein nigerianischer Fußballspieler. 

## Karriere

### Europa
2009 wagte Fanendo Adi den Schritt nach Europa und unterzeichnete einen Vertrag beim slowakischen Erstligisten FK AS Trenčín. In 42 Spielen erzielte Adi 18 Tore.
Nach seiner erfolgreichen Zeit in der Slowakei wechselte Adi 2011 in die Ukraine zu Metalurh Donezk. Seine Zeit dort war wenig von Erfolg gekrönt. Nach einer kurzen Leihe zu Dynamo Kiew (drei Spiele, keine Tore), verließ er Donezk und schloss sich Tawrija Simferopol an. Auch dort war nach nur neun Spielen und einem Tor Schluss.
Adi wechselte daraufhin zurück nach Trenčín. Dort konnte er an die Leistung vergangener Tage anknüpfen.
Mit zehn Toren in neunzehn Spielen empfahl sich Adi für einen Wechsel zum FC Kopenhagen. Adi erzielte direkt in seinem Debüt gegen den FC Vestsjælland ein Tor, obwohl er weder eine Aufenthaltsgenehmigung noch eine Arbeitserlaubnis besessen hatte.
Aufgrund seiner guten Leistungen wurde er im Alter von zwanzig Jahren zu einem Probetraining beim niederländischen Erstligisten Ajax Amsterdam eingeladen.

### Major League Soccer
Am 13. Mai 2014 wechselte Adi auf Leihbasis zu den Portland Timbers in die Major League Soccer. Die Timbers besaßen am Ende der Leihe eine Kaufoption. In seinem ersten Spiel von Anfang an erzielte er am 28. Mai 2014 gegen CD Chivas USA einen Doppelpack. Dies gelang ihm auch nachfolgenden Spiel gegen Real Salt Lake City.
Die Timbers entschieden sich am 23. Juni 2014 dazu, die Kaufoption für Adi zu ziehen und machten ihn zum vierten Designated Player der Vereinsgeschichte. Am 8. April 2017 wurde Adi nach seinem Elfmetertreffer gegen Philadelphia Union der erfolgreichste Timbers-Torschütze aller Zeiten.
Am 30. Juli 2018 gab der FC Cincinnati die Verpflichtung Adis bekannt. Für umgerechnet 725.000 € wechselte Adi Noch-USL-Franchise. Adi wurde mit diesem Wechsel der erste designated player in der Geschichte des FCC, welcher ab der Saison 2019 in der MLS spielen wird. 2020 wechselte er zu Columbus Crew. Seit Januar 2021 ist er vereinslos.

## Internationale Karriere
Adi wurde zweimal für die Nigerianische U23-Nationalmannschaft nominiert. Er wurde ebenfalls für das Afrikameisterschafts-Qualifikationsspiel gegen Ägypten nominiert, kam aber nicht zum Einsatz.

## Erfolge
- MLS Cup: 2015
- Western Conference championship (in Playoffs): 2015